# Kristian Kirk Mailand
Kristian Kirk Mailand, født 24. februar 1971 i København, er cand. mag., souschef og tidligere medlem af regionsrådet i Region Hovedstaden for Det Radikale Venstre.
Han er student fra Bornholms Gymnasium samt BA i dansk og moderne historie og cand. mag. i dansk og europæiske kommunikationsstudier. Han bor i Rutsker og var 2008-2010 souschef for Musikhuzet Bornholm.
Kristian Kirk Mailand var kandidat ved Europaparlamentsvalget 2004. Han var ved kommunalvalget 2005 partiets borgmesterkandidat i Bornholms Regionskommune og fik  59 procent af de radikale stemmer på Bornholm, men blev ikke valgt ind. Han blev som stedfortræder medlem af regionsrådet i valgperioden 2005-2009, men ikke valgt i 2009.